# Losxinni
Losxinni (en rus: Лощинный) és un poble (un possiólok) de l'óblast de Saràtov, a Rússia, segons el cens del 2010 tenia 1.155 habitants. Pertany al districte municipal d'Engels.